# Internationale Hochschule SDI München
Die Internationale Hochschule SDI München ist eine private, staatlich anerkannte Fachhochschule mit Sitz in München. Die Rechtsform ist die der gemeinnützigen GmbH. Träger ist das Sprachen & Dolmetscher Institut München, dessen Rechtsform ein e. V. ist.

## Geschichte
Am 13. Dezember 2006 wurde die Errichtung der Hochschule – damals noch unter dem Namen „Hochschule für Angewandte Sprachen“ – vom Bayerischen Staatsministerium für Wissenschaft, Forschung und Kunst genehmigt. Die Hochschule wurde zum 1. Juli 2007 errichtet und hat den Lehrbetrieb zum Wintersemester 2007/2008 aufgenommen. Im Januar 2020 erfolgte die Namensänderung in „Internationale Hochschule SDI München – University of Applied Sciences“. Die Hochschule ist dem Sprachen & Dolmetscher Institut München angeschlossen, das seit 1952 als Ausbildungseinrichtung für Übersetzer, Dolmetscher, Fremdsprachenkorrespondenten und Eurokorrespondenten tätig ist. Die Präsidentin ist Prof. Dr. Claudia Brunner.

## Studiengänge
Seit dem Wintersemester 2019/20 bietet die Hochschule 13 staatlich anerkannte Bachelor- und Master-Studiengänge rund um Wirtschaft, Kommunikation, User Experience, Medien und Sprache an:

### Bachelor of Arts
- Information Architecture and Content Creation (B.A.)
- Intercultural Interaction Design (B.A.)
- International Communication and Business (B.A.)
- Modern Chinese Studies (B.A.)
- Übersetzen Chinesisch (B.A.)

### Master of Arts
- Interkulturelle Kommunikation (M.A.)
- Digital Media Manager (M.A.)
- International Sales Management (M.A.)
- Dolmetschen (M.A.)
- Konferenzdolmetschen – deutsch-chinesischer Double-Degree (M.A.) (in Kooperation mit der Beijing Foreign Studies University)
- International Master in Translation (M.A.)
- Post-Editing & Qualitätsmanagement (M.A.)
- Translation Management – duales Studium (M.A.)
- Máster Internacional para Profesores de Español como Lengua Extranjera (MA ELE)

Alle Master-Studiengänge sind für den Zugang zum Höheren Dienst akkreditiert. Die Akkreditierung der Studiengänge wurde von ACQUIN durchgeführt.

### Doppelabschluss Übersetzen (Staatliche Prüfung & B.A.)
Im Rahmen des Doppelabschlusses können alle Absolventen der bayerischen Fachakademien für Übersetzen und Dolmetschen, welche die Staatliche Prüfung erfolgreich abgeschlossen haben, in 1 bis 2 Semestern den Grad Bachelor Übersetzen über die sogenannte „Externenprüfung“ erlangen, unabhängig vom Jahr des Abschlusses an der jeweiligen Fachakademie.

## Bekannte Lehrende (Auswahl)
- Heiko Beier
- Felix Mayer
- Marita Tjarks-Sobhani